# Домницький заказник
До́мницький зака́зник — ботанічний заказник місцевого значення в Україні. Розташований у межах Менського району Чернігівської області, біля селища Домниця (між смт Березна і селом Миколаївка). 
Площа 17,1 га. Статус присвоєно згідно з рішенням Чернігівської обласної ради від 11.04.2000 року. Перебуває у віданні ДП «Чернігівське лісове господарство» (Березнянське л-во, кв. 62, вид. 9, кв. 63, вид. 4). 
Статус присвоєно для збереження частини лісового масиву з ділянкою насаджень дуба черешчатого природного походження віком понад 90 років. У домішку: сосна, береза. 